# Les Enfants du paradis
Les Enfants du paradis là phim điện ảnh Pháp công chiếu vào năm 1945. Phim do nhà thơ, nhà văn Pháp Jacques Prévert viết kịch bản và Marcel Carné làm đạo diễn. Phim được bầu chọn là tác phẩm điện ảnh xuất sắc nhất thế kỉ 20 của Pháp.
Nội dung chính của phim lấy bối cảnh Paris năm 1828 xoay quanh cuộc đời cô nàng Garance là diễn viên kịch câm. Bộ phim có thời lượng 3 giờ đồng hồ và gồm hai phần. Francois Truffaut từng nói: "Tôi sẽ từ bỏ hết các phim của tôi để có thể được làm đạo diễn cho Les Enfants du paradis". Phim được bình chọn là "phim hay nhất từ trước tới giờ" trong một cuộc thăm dò 600 nhà phê bình và chuyên gia Pháp vào năm 1995.